# Maupiti
Maupiti (fransk île Maupiti, tidligere Maurua) er en atol i øgruppen Selskabsøerne, Fransk Polynesien i Stillehavet. Øen er beliggende 315 km nordøst for Tahiti. Maupiti har et areal på ca. 13,5 km² og har ca. 1.200 indbyggere som alle bor i den øens største by Vaiea.
Vulkanen Mont Teurafaatui (ca 370 m) er øens højeste punkt.

## Historie
Den første europæer, som besøgte Maupiti var den hollandske søfarer Jakob Roggeveen i 1722. I 1903 blev den sammen med de andre øer i Selskabsøgruppen indlemmet i Établissements Français de l'Océanie (Fransk Oceanien).
16°25′S 152°15′V / 16.42°S 152.25°V